# Кубок мира по волейболу среди женщин 1989
5-й розыгрыш Кубка мира по волейболу среди женщин прошёл с 7 по 14 ноября 1989 года в Нагое (Япония) с участием 8 национальных сборных команд. Обладателем Кубка впервые в своей истории стала сборная Кубы.

## Команды-участницы
Япония — страна-организатор;
СССР, ГДР — по итогам чемпионата Европы 1989;
Китай, Южная Корея — по итогам чемпионата Азии 1989;
Куба, Канада — по итогам чемпионата Северной, Центральной Америки и Карибского бассейна 1989;
Перу — по итогам чемпионата Южной Америки 1989;

## Система проведения
8 команд-участниц розыгрыша Кубка мира провели однокруговой турнир, по результатам которого определены итоговые места.

## Результаты
| М | Команда     | 1   | 2   | 3   | 4   | 5   | 6   | 7   | 8   | И | В | П | С/П   | О  |
| - | ----------- | --- | --- | --- | --- | --- | --- | --- | --- | - | - | - | ----- | -- |
| 1 | Куба        |     | 3:0 | 3:1 | 3:0 | 3:0 | 3:0 | 3:0 | 3:0 | 7 | 7 | 0 | 21:1  | 14 |
| 2 | СССР        | 0:3 |     | 3:1 | 3:1 | 3:0 | 3:0 | 3:0 | 3:1 | 7 | 6 | 1 | 18:6  | 13 |
| 3 | Китай       | 1:3 | 1:3 |     | 3:0 | 3:0 | 3:0 | 3:0 | 3:0 | 7 | 5 | 2 | 17:6  | 12 |
| 4 | Япония      | 0:3 | 1:3 | 0:3 |     | 3:1 | 3:0 | 3:0 | 3:1 | 7 | 4 | 3 | 13:11 | 11 |
| 5 | Перу        | 0:3 | 0:3 | 0:3 | 1:3 |     | 2:3 | 3:2 | 3:1 | 7 | 2 | 5 | 9:18  | 9  |
| 6 | ГДР         | 0:3 | 0:3 | 0:3 | 0:3 | 3:2 |     | 2:3 | 3:0 | 7 | 2 | 5 | 8:17  | 9  |
| 7 | Южная Корея | 0:3 | 0:3 | 0:3 | 0:3 | 2:3 | 3:2 |     | 3:1 | 7 | 2 | 5 | 8:18  | 9  |
| 8 | Канада      | 0:3 | 1:3 | 0:3 | 1:3 | 1:3 | 0:3 | 1:3 |     | 7 | 0 | 7 | 4:21  | 7  |

7 ноября: Китай — ГДР 3:0 (15:9, 15:1, 15:5); Куба — Перу 3:0 (15:8, 15:2, 15:8); СССР — Южная Корея 3:0 (15:12, 15:13, 15:13); Япония — Канада 3:1 (13:15, 15:6, 15:11, 15:8).
8 ноября: ГДР — Канада 3:0 (15:12, 15:10, 15:12); Куба — СССР 3:0 (15:4, 15:6, 15:12); Китай — Перу 3:0 (15:9, 15:5, 15:8); Япония — Южная Корея 3:0 (15:6, 15:7, 15:2).
9 ноября: Южная Корея — ГДР 3:2 (15:4, 8:15, 15:5, 13:15, 15:8); Куба — Китай 3:1 (15:6, 7:15, 15:11, 15:7); Перу — Канада 3:1 (15:8, 15:10, 14:16, 15:11); СССР — Япония 3:1 (17:16, 15:11, 12:15, 15:9).
11 ноября: Китай — Канада 3:0 (15:0, 15:7, 15:5); СССР — ГДР 3:0 (17:16, 15:10, 15:3); Перу — Южная Корея 3:2 (4:15, 16:17, 15:9, 15:13, 15:4); Куба — Япония 3:0 (16:14, 15:12, 15:13).
12 ноября: Китай — Южная Корея 3:0 (15:3, 15:1, 15:5); СССР — Перу 3:0 (15:3, 15:2, 15:12); Куба — Канада 3:0 (15:9, 16:14, 15:6); Япония — ГДР 3:0 (15:7, 15:4, 15:5).
13 ноября: Куба — ГДР 3:0 (15:6, 15:4, 15:2); СССР — Китай 3:1 (7:15, 15:10, 16:14, 15:13); Южная Корея — Канада 3:1 (12:15, 15:11, 15:10, 15:12); Япония — Перу 3:1 (14:16, 15:12, 15:8, 15:9).
14 ноября: ГДР — Перу 3:2 (9:15, 6:15, 15:7, 16:14, 15:13); Куба — Южная Корея 3:0 (15:8, 15:12, 15:4); СССР — Канада 3:1 (15:8, 13:15, 15:9, 15:2); Китай — Япония 3:0 (15:13, 15:4, 15:7).

## Итоги

### Положение команд
| Куба           |
| СССР           |
| Китай          |
| 4. Япония      |
| 5. Перу        |
| 6. ГДР         |
| 7. Южная Корея |
| 8. Канада      |

### Призёры
Куба: Регла Белл Маккензи, Лилия Искьердо Агирре, Мерседес Кальдерон Мартинес, Магалис Карвахаль Ривера, Норка Латамблет Додино, Мирея Луис Эрнандес, Жозефина О’Фаррилл Баланос, Таня Ортис Кальво, Дульче Тельес Паласиос. Главный тренер — Эухенио Хорхе Лафита.
  СССР: Ирина Пархомчук, Валентина Огиенко, Елена Овчинникова, Татьяна Сидоренко, Ирина Ильченко, Светлана Корытова, Елена Батухтина, Инна Дашук, Галина Лебедева, Светлана Василевская, Лариса Капустина, Наталья Морозова. Главный тренер — Николай Карполь.
  Китай: У Дань, Лай Явэнь, Ли Гуйчжи, Ли Гоцзюнь, Ли Юэмин, Ли Юньу, Мао Уян, Сюй Синь, Су Лицюнь, Су Хуэйцзюань, Хэ Юньшу, Чжоу Хун. Главный тренер — Ху Цзинь.

### Индивидуальные призы
MVP:  Мирея Луис Эрнандес
Лучшая нападающая:  Мирея Луис Эрнандес
Лучшая блокирующая:  Магалис Карвахаль Ривера
Лучшая на подаче:  Чан Юн Хи
Лучшая на приёме:  Моника Лью
Лучшая в защите:  Итико Сато
Лучшая связующая:  Куми Накада

### Символическая сборная
Ли Гоцзюнь
 У Дань
 Мирея Луис Эрнандес
 Магалис Карвахаль Ривера
 Валентина Огиенко
 Куми Накада